# Comayagua
Comayagua er en by i det centrale Honduras, med et indbyggertal (pr. 2005) på cirka 60.000. Byen er hovedstad i et departement af samme navn.
14°27′N 87°39′V / 14.450°N 87.650°V